# Morpho amphitryon
Morpho amphitryon é uma borboleta neotropical da família Nymphalidae, subfamília Satyrinae e tribo Morphini, descrita em 1887 e nativa do Peru e da Bolívia, em florestas de montanha andinas entre altitudes que variam de 700 a pouco mais de 2.000 metros. Visto por cima, o padrão básico da espécie (macho) apresenta asas de coloração castanho azulada com três fileiras de marcações amareladas próximas à margem das asas anteriores e duas próximas à margem das asas posteriores. Vista por baixo, possui asas de coloração castanha com seis a oito ocelos em cada par (anterior e posterior) de asas. O dimorfismo sexual é pouco acentuado, com as fêmeas menos frequentes.[carece de fontes?]

## Hábitos
Adrian Hoskins cita que a maioria das espécies de Morpho passa as manhãs patrulhando trilhas ao longo dos cursos de córregos e rios. Nas tardes quentes e ensolaradas, às vezes, podem ser encontradas absorvendo a umidade da areia, visitando seiva a correr de troncos ou alimentando-se de frutos em fermentação.

## Subespécies
M. amphitryon possui três subespécies:
- Morpho amphitryon amphitryon - Descrita por Staudinger em 1887, de exemplar proveniente do Peru.[5][8]
- Morpho amphitryon susarion - Descrita por Fruhstorfer em 1913, de exemplar proveniente da Bolívia.
- Morpho amphitryon cinereus - Descrita por Duchêne em 1985, de exemplar proveniente do Peru.